# John Bailey (directeur de la photographie)
Pour les articles homonymes, voir John Bailey et Bailey.
John Bailey, né le 10 août 1942 à Moberly (Missouri) et mort le 10 novembre 2023 à Los Angeles (Californie), est un directeur de la photographie américain .

## Biographie
De 2017 à 2019, John Bailey préside l'Académie des Oscars.

### Mort
John Bailey décède le 10 novembre 2023 à l'âge de 81 ans.

### Famille
Depuis 1972, John Bailey est marié à la monteuse américaine Carol Littleton (née en 1942). 

## Filmographie
- 1972 : Open Window
- 1972 : Premonition
- 1976 : Legacy
- 1978 : Mafu Cage (The Mafu Cage)
- 1979 : Boulevard Nights (en)
- 1980 : American Gigolo
- 1980 : Des gens comme les autres (Ordinary People)
- 1981 : Honky Tonk Freeway
- 1981 : Continental Divide, de Michael Apted
- 1982 : La Féline (Cat People)
- 1982 : That Championship Season
- 1983 : Avis de recherche (Without a Trace) de Stanley R. Jaffe
- 1983 : Les Copains d'abord (The Big Chill)
- 1984 : Les Moissons du printemps (Racing with the Moon)
- 1984 : Le Pape de Greenwich Village (The Pope of Greenwich Village)
- 1985 : Mishima - une vie en quatre chapitres (Mishima: A Life in Four Chapters)
- 1985 : Silverado
- 1986 : Crossroads
- 1986 : Brighton Beach Memoirs
- 1987 : Light of Day
- 1987 : Swimming to Cambodia
- 1987 : Les vrais durs ne dansent pas (Tough Guys Don't Dance)
- 1988 : Enquête en tête (Vibes)
- 1988 : Voyageur malgré lui (The Accidental Tourist)
- 1990 : Hollywood Mavericks
- 1990 : Un pourri au paradis (My Blue Heaven)
- 1991 : A Brief History of Time
- 1993 : Un jour sans fin (Groundhog Day)
- 1993 : Dans la ligne de mire (In the Line of Fire)
- 1994 : Un Homme presque parfait (Nobody's Fool)
- 1996 : Mesure d'urgence (Extreme Measures)
- 1997 : Pour le pire et pour le meilleur (As Good as It Gets)
- 1998 : D'une vie à l'autre (Living Out Loud)
- 1999 : Escapade à New York (The Out-of-Towners)
- 1999 : Les Amants éternels (Forever Mine)
- 1999 : Pour l'amour du jeu (For Love of the Game)
- 2000 : Via Dolorosa
- 2000 : Michael Jordan to the Max
- 2001 : NSync: Bigger Than Live
- 2001 : Antitrust (Antitrust)
- 2001 : The Anniversary Party
- 2002 : The Kid Stays in the Picture
- 2002 : Les Divins secrets (Divine Secrets of the Ya-Ya Sisterhood)
- 2002 : The Fig Rig
- 2003 : Digital Babylon
- 2003 : Comment se faire larguer en dix leçons (How to Lose a Guy in 10 Days)
- 2003 : ADM: DOP (Anthony Dod Mantle - Director of Photography)
- 2004 : Incident au Loch Ness (Incident at Loch Ness)
- 2004 : The Cutting Edge: The Magic of Movie Editing
- 2005 : Quatre filles et un jean (The Sisterhood of the Traveling Pants)
- 2005 : La Main au collier (Must Love Dogs)
- 2005 : Les Producteurs (The Producers)
- 2006 : The Architect
- 2006 : 10 Tricks
- 2007 : Permis de mariage (License to Wed)
- 2008 : Mad Money
- 2008 : Le Fantôme de mon ex-fiancée (Over Her Dead Body)
- 2009 : Pour l'amour de Bennett (The Greatest)
- 2009 : Brief Interviews with Hideous Men
- 2009 : Ce que pensent les hommes (He's Just Not That Into You)
- 2009 : Looking at Animals
- 2013 : Cet été-là de Nat Faxon et Jim Rash
- 2014 : L'Affaire Monet (The Forger) de Philip Martin